# San Luis (Batangas)
San Luis è una municipalità di quarta classe delle Filippine, situata nella Provincia di Batangas, nella Regione del Calabarzon.
San Luis è formata da 26 baranggay:
- Abiacao
- Bagong Tubig
- Balagtasin
- Balite
- Banoyo
- Boboy
- Bonliw
- Calumpang East
- Calumpang West
- Dulangan
- Durungao
- Locloc
- Luya

- Mahabang Parang
- Manggahan
- Muzon
- Poblacion
- San Antonio
- San Isidro
- San Jose
- San Martin
- Santa Monica
- Taliba
- Talon
- Tejero
- Tungal